# Tiewriz
Tiewriz (ros. Тевриз) – osiedle typy miejskiego w Rosji, w obwodzie omskim, ośrodek administracyjny rejonu tiewrziskiego. W 2010 liczyło 6986 mieszkańców.